# Malvarrosa (Valencia)
Malvarrosa (en valenciano y oficialmente la Malva-rosa)  es un barrio obrero de la ciudad de Valencia (España), perteneciente al distrito de Poblados Marítimos. Su población en 2022 era de 12 824 habitantes, según el ayuntamiento de Valencia. 
La playa de la Malvarrosa es uno de los sitios más visitados de Valencia, es un lugar que atrae muchos turistas especialmente en verano. La playa es de arena fina y posee la Bandera Azul, además de un amplio paseo de más de 1 km de largo.

## Toponimia
Los topónimos Malvarrosa y Malva-rosa (en valenciano) proceden de la planta también conocida con el nombre científico Alcea rosea, perteneciente a la familia de las malváceas. Alcea rosea proviene del griego, y significa “proteger”, “cuidar”, debido a los atributos medicinales que posee la planta.

## Geografía física
El barrio de la Malvarrosa está situado al este de la ciudad, y limita con:
- Al norte se encuentra el municipio de Alboraya, que limita el final de la Malvarrosa con el principio la Patacona, una zona muy turística y transitable con mucho ocio y actividades.
- Al oeste se encuentra La Carrasca y Beteró, es zona universitaria muy transitada repleta de comercios y bares.
- Al sur se sitúa el Barrio del Cabañal-Cañamelar, que limita el final de la Malvarrosa y el principio de la Playa de las Arenas en la que se encuentra el Puerto de valencia.
- Al este está el mar Mediterráneo que conecta Europa, Asia y África. Mar de aguas limpias y cristalinas, cuenta con un gran comercio marítimo. Además, es uno de los factores que caracterizan la ciudad de Valencia, sumado al clima mediterráneo que prevalece en la ciudad.

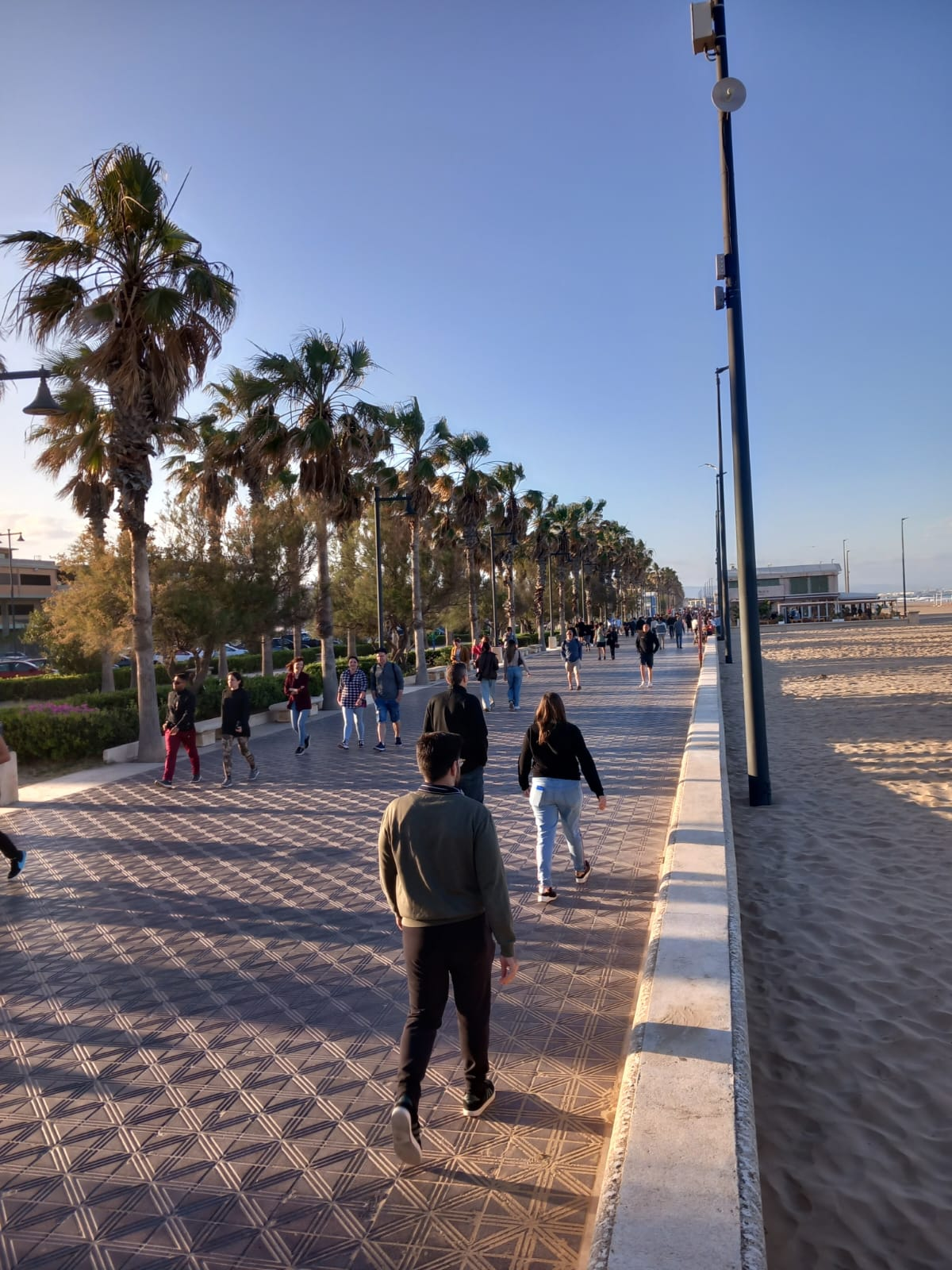
Paseo de la Malvarrosa

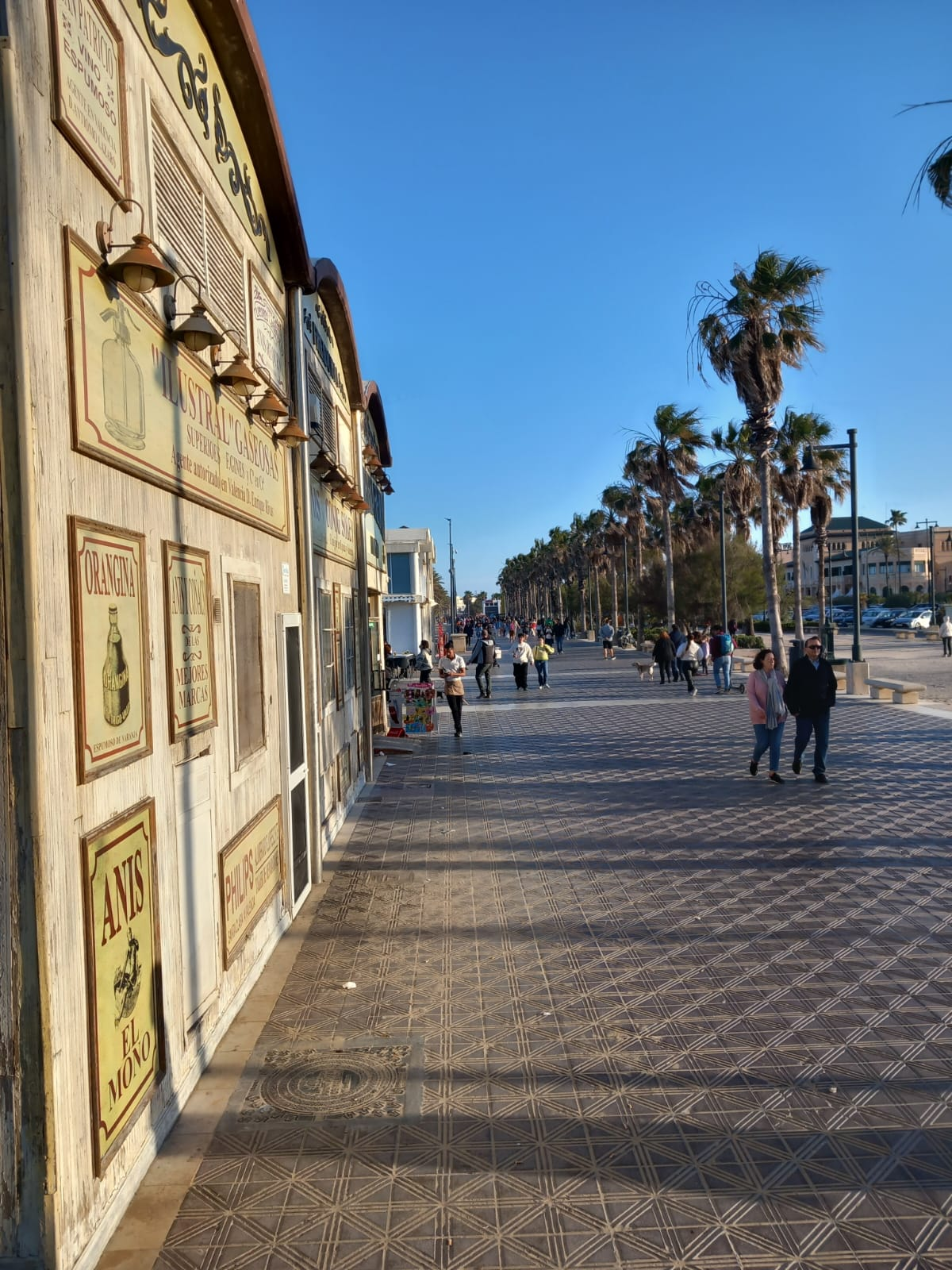
Paseo de la Malvarrosa

|                             | Norte: Alboraya        |                        |
| --------------------------- | ---------------------- | ---------------------- |
| Oeste: La Carrasca y Beteró | Rosa de los vientos.   | Este: mar Mediterráneo |
|                             | Sur: Cabañal-Cañamelar |                        |

## Historia
En sus orígenes, hasta el año 1848, se extendían huertas y barracas de pescadores al alrededor del barrio de la Malvarrosa, que se encuentra a unos siete kilómetros del centro de la ciudad. Será con la llegada de Jean Felix Robillard Closier, botánico francés, que crecerá el barrio de la Malva-rosa debido a la planta del mismo nombre (malvas rosáceas) que en el pasado poblaba la zona. En la zona se fueron construyendo domicilios para familias que vivían de la pesca, debido a su proximidad al mar Mediterráneo, aunque, a principios del siglo XX el arquitecto Robillard, inicio un proyecto de construcción de viviendas próximas al Paseo Marítimo de estilo Barroco, pero sin perder la esencia clásica de la época.
De igual manera se denomina playa de la Malvarrosa haciendo referencia a la planta que se cultivaba anteriormente en esas tierras, aunque, en ocasiones por error o mala información el nombre se extiende también a la demarcación correspondiente a las playas del Cabañal y las Arenas. La playa aparece en varias pinturas del pintor español Joaquín Sorolla, el cual pasó la mayoría de su tiempo al exterior, pintando escenas de vida y naturaleza.
Dispone de un Paseo Marítimo, y situado en un extremo de la playa de la Malvarrosa se encuentra, restaurada, la que fue casa del escritor valenciano Vicente Blasco Ibáñez. Hoy en día, es un museo que forma parte del barrio.
El barrio rinde homenaje al botánico Jean Felix Robillard Closier con la plaza del Botánico Robillard situada en la avenida de la Malva-Rosa. El botánico francés construyó su vivienda en la actual plaza con su nombre, y con el paso de los años se fue construyendo la Malvarrosa de hoy en día.

## Transportes
El acceso a la Malvarrosa se hace a través de diferentes líneas de transporte público:
- Autobús: las líneas 31, 32, 92, 93, 98, 99 del EMT Valencia.

- MetroValencia: las líneas 4, 6.

- Tren: la línea C6.

- Taxis: la zona cuenta con varias paradas.
- Valenbisi: la zona cuenta con varias estaciones para las bicicletas.

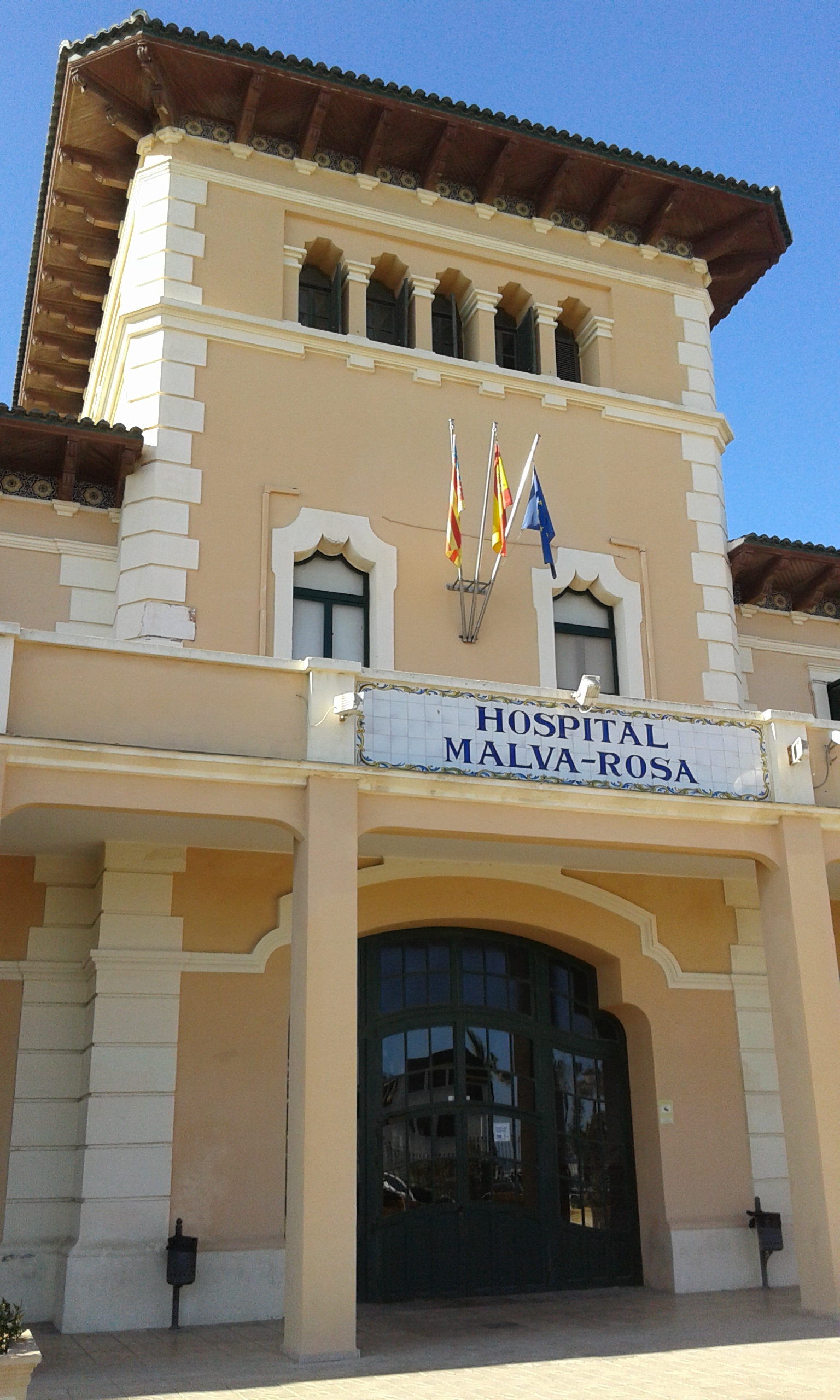
Hospital Malva-Rosa

## Patrimonio

### Patrimonio natural
- Playa de la Malvarrosa: Su nombre data de 1848 y se debe al jardinero, Félix Robillard.
- Plaza del botánico Félix Robillard: Jardín dedicado al botánico francés Félix Robillard.

### Patrimonio hospitalario
- Hospital Malvarrosa:[13] El hospital está situado por el barrio de la Malvarrosa, cerca de la playa.
- Asilo Hospital de San Juan de Dios. Asilio-hospital cuya función alberga a principios del siglo XX, como sanatorio de niños.

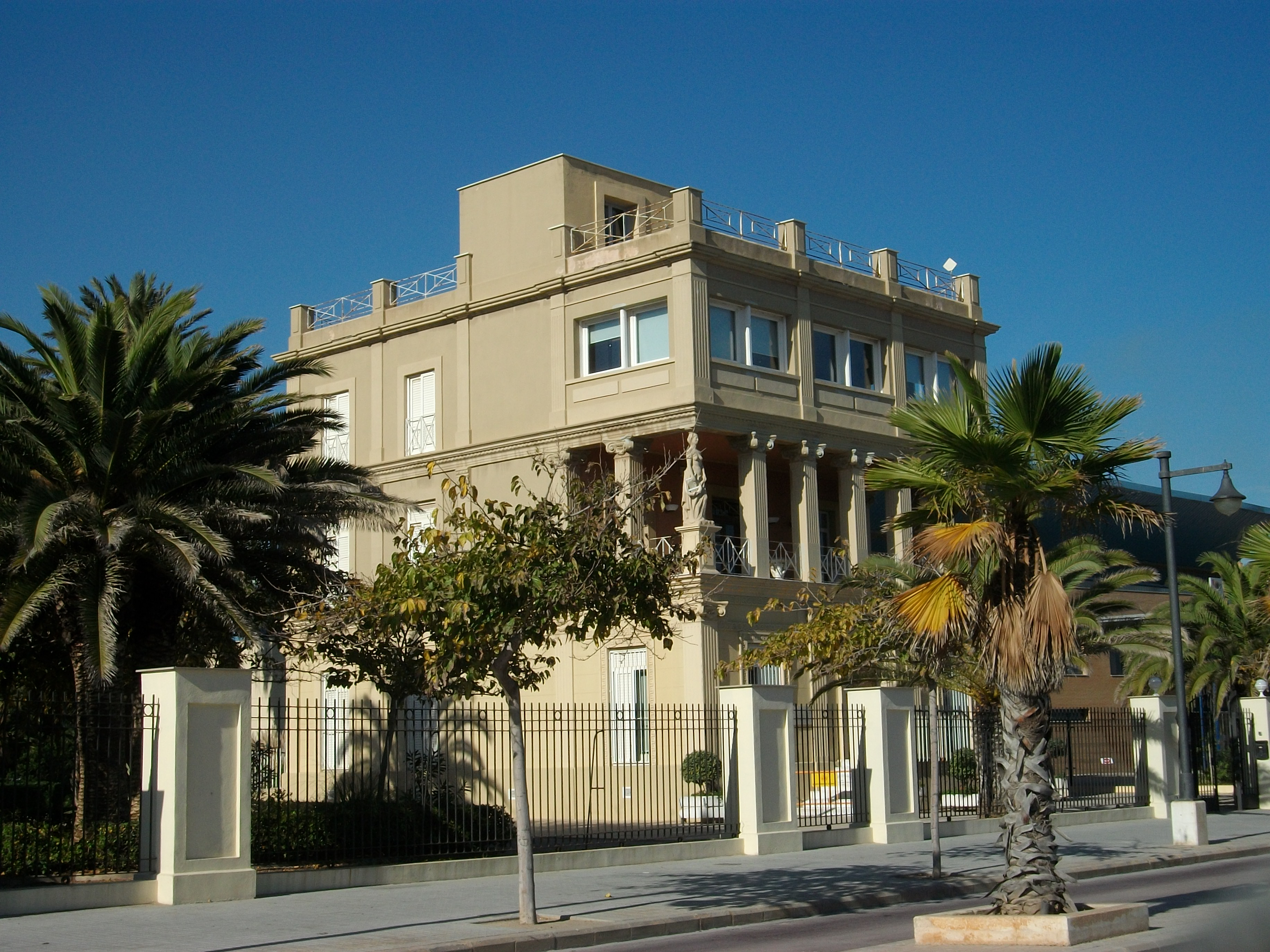
Museo de Blasco Ibáñez

### Patrimonio arquitectónico
- Casa-Museo de Blasco Ibáñez: La Casa Museo Blasco Ibáñez está situada en la playa de la Malvarrosa de Valencia, en el mismo emplazamiento que ocupó en su día el chalet del escritor. El edificio fue inaugurado como museo en 1997.[14]
- Parroquia de María Inmaculada de Vera: Iglesia católica. [15]
- Escultura de los delfines: La obra se localiza en el Paseo Marítimo de la Playa de la Malvarrosa y fue realizada en el año 1998 por el escultor Antonio Martí Sart.[16]
- Monumento A Joaquín Sorolla: Plaza de la Armada Española. El busto emplazado en el centro del monumento es obra de Mariano Benlliure.[17]

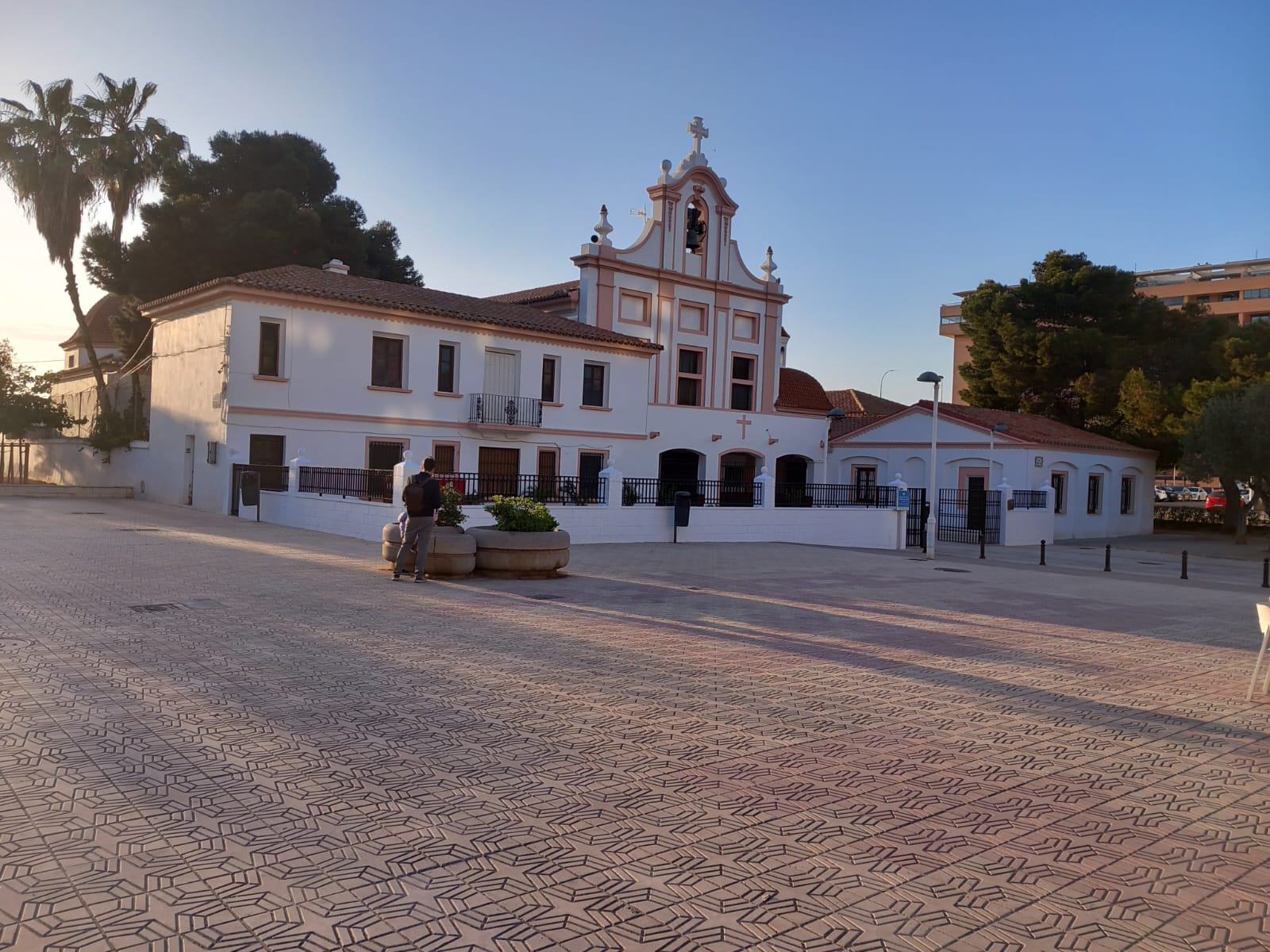
Parroquia de María Inmaculada de Vera

### Patrimonio deportivo

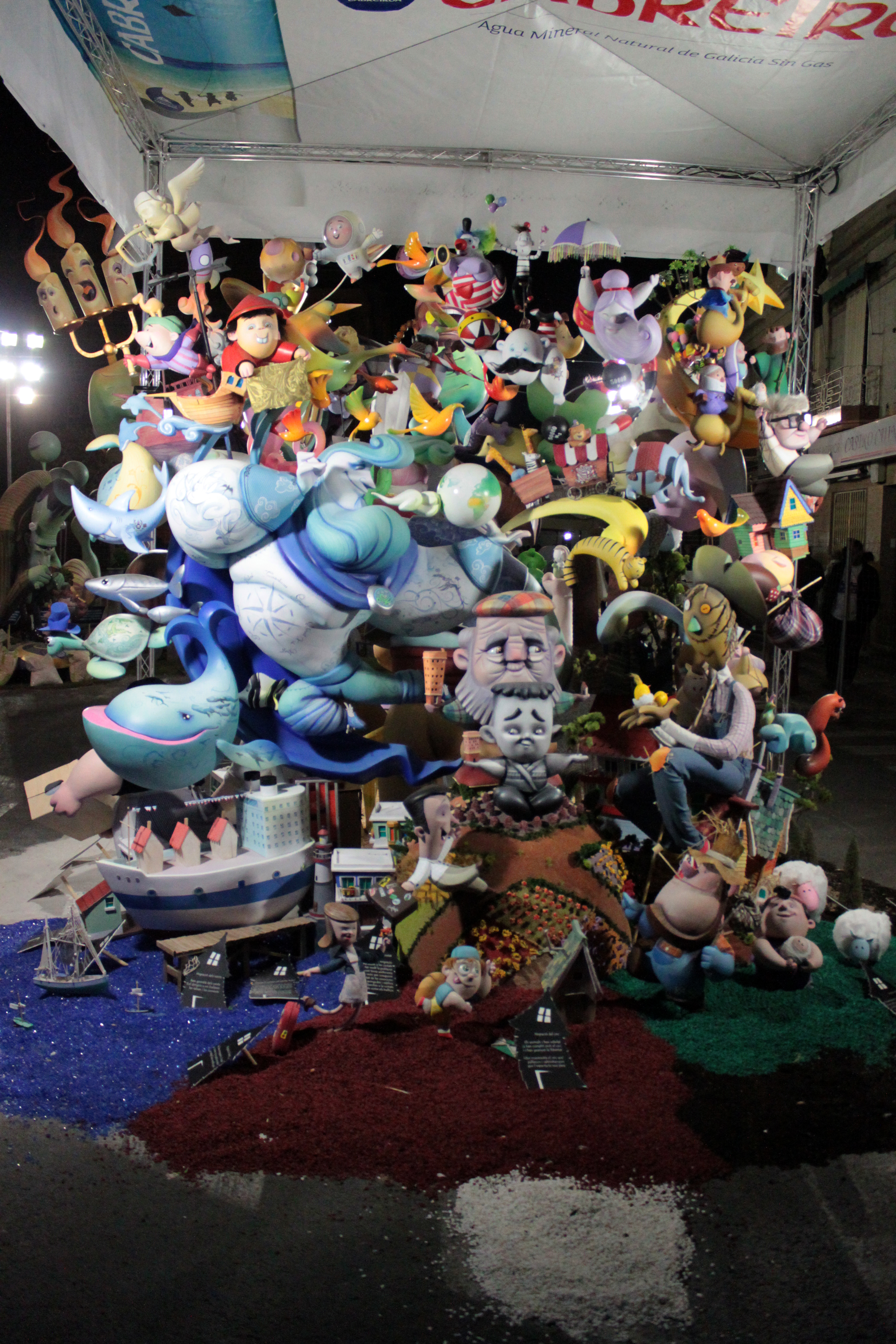
Falla Infantil Malvarrosa 2019.

- Club de Fútbol Malva-rosa.[18]
- Pabellón de la La Malvarrosa .[19]
- Club Deportivo Duato.[20]

## Cultura
Durante el mes de marzo se celebra las Fallas de Valencia en honor a San José. En la Malvarrosa, hacen su aparición antes de la guerra civil española, aunque no sea de manera oficial. El barrio tiene su escudo con su propio diseño, y su propio himno de la Falla.

## Conflictos
Este barrio valenciano tiene una doble cara, pues también ha sido catalogado cómo uno de los barrios más conflictivos de Valencia desde hace décadas, debido a los numerosos conflictos y enfrentamientos que suceden en las calles. Los vecinos de la zona denuncian el tráfico de drogas  y la constante violencia en la zona.
Especialmente en los bloques conocidos cómo "Casitas Rosas", 4 bloques de color salmón situados próximos a la avenida de la Malvarrosa, que se consideran como un "punto de tráfico de drogas".

## Educación

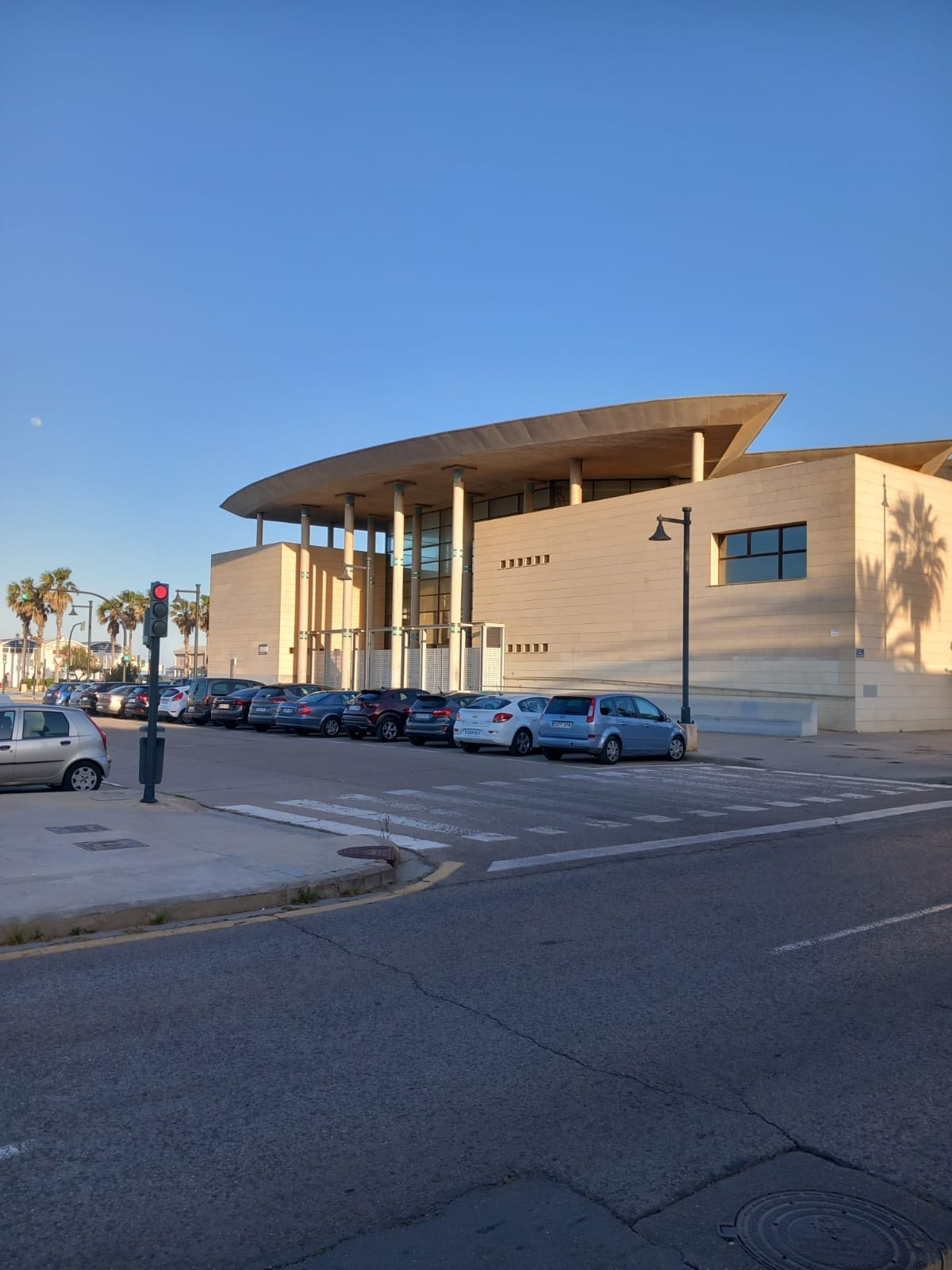
Instituto Isabel de Villena

- Escuela Pías Malvarrosa.[24] Escuela pública popular y  concertada, su apertura fue en 1597. Dispone de Educación Infantil (0-6 años), Escuela Primaria, ESO Educación Secundaria Obligatoria (12-16 años), FPB (Formación Profesional Básica) grados medios cuya duración son 2 años, para alumnos que no hayan finalizado la ESO, la educación es obligatoria y gratuita.
- IES (Instituto de Enseñanza Secundaria). Isabel de Villena.[25] Instituto público y gratuito, situado a primera línea de playa, próximo al paseo de la malvarrosa. Se ofrece cursos de ESO, Bachiller de letras, social, científico, tecnológico y artístico. Ciclos de FPB y grado medio y grado superior, de informática y comunicaciones, y administración y gestión. Dispone de UEECO :Unidad Específica Educativa de Centro Ordinario. Y cuenta con un sistema de PAC, programa de aula compartida, para alumnos con dificultades para incorporarse al sistema educativo.
- CEIP Malvarrosa.[26] Colegio público y gratuito que cuenta con Educación Infantil para niños de 3 a 6 años y Educación Primaria para niños de 6 a 12 años